# Henri-Catherine-Camille, Comte de Ruolz
Henri-Catherine-Camille, comte de Ruolz-Montchal,  (París, 5 de març de 1808 - Neully, 30 de setembre de 1887) fou un compositor i químic francès.
Estudià música en el Conservatori de París, on fou deixeble de Reicha, i el 1830 estrenà en l'Òpera Còmica l'òpera en un acte Attendre et courir. Després marxà a Itàlia i el 1835 va fer representar a Nàpols l'òpera Lara. Al tornar a París, estrenà l'òpera La vendetta el 1839, amb un èxit tant escàs que en el successiu decidí dedicar-se a la química, ciència a la que sempre havia demostrat gran afició i coneixia a fons.
La química li proporcionà molta més glòria que la música, perquè durant molts anys fou conegut el seu nom per haver un procediment per daurar i argentar per mitjà de la galvanoplàstia els metalls comuns. El 1841 va vendre el seu invent a l'industrial C. Christofle, que l'explotà a gran escala. El metall platejat amb aquest procediment és conegut indistintament amb els noms de Ruolz i de Christofle. Ruolz va fer altres treballs importants relacionats amb la química, i el 1848 fou nomenat inspector dels ferrocarrils d'Orleans.
Va escriure. Nouveau procédé pour dorer et pour argenter les métaux (1842); Sur les moyens d'obtenir un composé qui remplace dans les arts la ceruse et qui ne contient pas de plomb (1843), i Procédé pour produire directament l'acier fondu à l'aide des mtières cyanurées, amb D. Fontenay (1861).